# 巴鲁赫·戈尔茨坦
巴鲁赫·戈尔茨坦（希伯來語：‎，出生時名為本杰明·卡尔·戈尔茨坦，1956年12月9日—1994年2月25日）是一名犹太恐怖分子、宗教极端分子和医生。他是凯煦的支持者。
1994年，他對約旦河西岸地區巴勒斯坦人的清真寺发动恐怖袭击（易卜拉欣大惨案）。當時他身穿以色列军装进入麦比拉洞一个房间，向正在做礼拜的800名巴勒斯坦穆斯林开枪，造成29人死亡、125人受伤。他本人也被巴勒斯坦穆斯林打死。
戈德斯坦的墓地後來成为犹太极端分子的朝圣地。坟墓上刻着这样的文字：“他为以色列人民、以色列的托拉和土地献出了自己的生命。”  1999年，以色列军队拆除了位於戈德斯坦墓地的神殿。不過墓碑及其墓志铭并未受到影响。 

## 早年生活和教育
戈德斯坦生于纽约州布鲁克林区的一个猶太教正統派家庭，原名本杰明·戈尔茨坦。他曾在叶史瓦大学学习医学， 并获得阿尔伯特·爱因斯坦医学院医学学位。他後來加入犹太保卫同盟。

## 移民以色列
1983年，戈德斯坦移居以色列。他曾在以色列國防軍担任医生。退役后，戈德斯坦住在希伯伦附近的以色列定居点，他是一位急诊医生。 他将自己的名字从本杰明改为巴鲁赫，并与一位名叫米丽娅姆的苏联移民结婚，兩人 育有四个孩子。戈德斯坦拒绝給阿拉伯人看病，在以色列国防军服役的阿拉伯士兵也不例外，因为他认为給非犹太人看病违反犹太戒律。 